# Kalvsvik, Värmdö kommun
Kalvsvik är en småort i Värmdö kommun. Nordväst om Kalvsvik ligger småorten Boda.